# Хандке, Флориан
Флориан Хандке (нем. Florian Handke; род. 22 марта 1982) — немецкий шахматист, гроссмейстер (2003).
Дважды призёр чемпионата Германии по шахматам: в 2001 году выиграл серебряную медаль, в 2002 взял бронзу.

## Изменения рейтинга
| Графики недоступны из-за технических проблем. См. информацию на Фабрикаторе и на mediawiki.org. |